# 데프콘 (소설)
《데프콘》은 광고기획자 출신의 소설가 김경진이 쓴 밀리터리 소설이다. 컴퓨터 통신 하이텔 시리얼 게시판에서 《아시아 2000》이라는 제목의 연재소설로 시작하여 후에 《데프콘》이라는 제목으로 출간되었다. 군사전문가들에게 각 주제에 따른 군사지식을 감수받은 전문성있는 내용으로 1990년대 한국 밀리터리 문학의 증흥을 이끈 대표적인 작품이며, 3부작(한중전쟁, 한일전쟁, 한미전쟁)으로 기획되었다.

## 각 작품의 줄거리

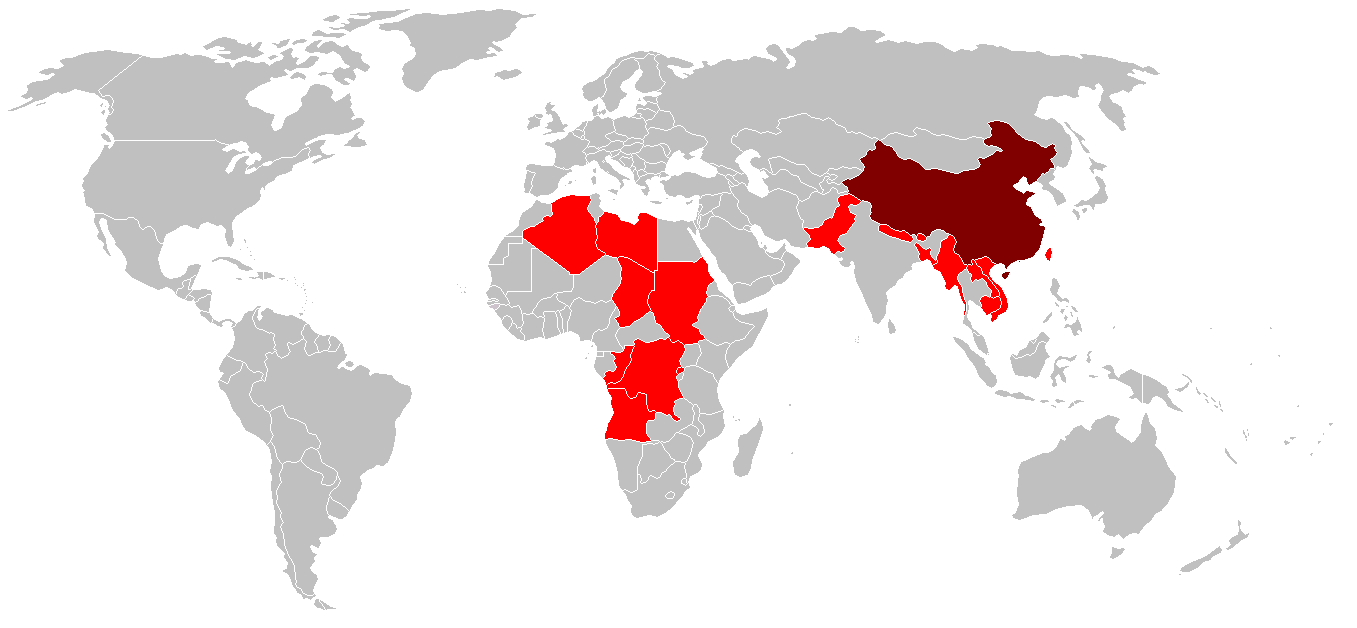
데프콘1부 중화인민공화국의 세력권

### 한중전쟁

#### 중국의 세력확장
중화인민공화국은 개혁개방 정책으로 경제가 성장했으나 부가 평등하게 분배되지 않았다. 그 결과 빈부의 격차가 심각해지면서 생존권을 쟁취하려는 민중운동이 활발해지만, 중국 정부는 군을 동원하여 민중운동 가담자들을 학살함으로써 탄압하고, 광동-복건연합의 남부세력과 북경의 북부세력간의 내전이 벌어진다. 격렬한 전투 끝에 북경이 함락되어 전쟁은 남부세력의 승리로 끝나게 되면서, 중국은 내전으로 인해 팽창된 군사력을 외부로 보내 국력을 과시했다. 인도는 아직 힘이 미미해서 중국을 거스릴수 없었으며, 파키스탄, 방글라데시 같은 인도 주변국가들은 중국에게 머리를 숙였다. 인도차이나 역시 중국의 힘의 논리 곧 강자가 곧 정의가 되는 강자의 논리에 의해 중국의 수중에 떨어졌고, 캄보디아와 라오스는 중국의 속국으로 전략해 베트남 침공의 전선을 대주게 된다. 그리고 버마도 중국의 입김을 받아 사실상 중국의 인도양으로 통하는 문이 되었다. 또한 아프리카의 국가들에게도 영향력을 과시하며 사실상 미국과 어깨를 나란히 하는 초강대국으로 급부상하게 된다. 하지만 동남아시아 나라들이 중국에 당하기만 하는 것은 아니었다.베트남에서는 베트남 전쟁에 참여한 전사들과 그들의 후손들이 구엔 중위 등의 일부 베트남 군인들과 함께 중국에 저항했다.

#### 타이완 점령
중화인민공화국은 타이완을 해양경비대와의 전투에서 틀림없이 적을 사살하는 사격 실력과 트로이의 목마처럼 군인들이 화물선에 자신들을 숨겨서 침략하는 치밀한 작전으로써 침투한다. 중화민국 공군은 자신들이 하나의 중국이라고 믿었던 중화민국이 중화인민공화국의 한 성(省)이 된 것에 분통이 터졌지만, 항복할 수 밖에 없었다. 그나마 중화민국 공군 사령관을 중국인민공화국 군이 정중하게 예를 갖추면서 항복을 이끌어냄으로써 더 이상 군의 희생이 없도록 하였으니 다행이었다.

#### 한국 침략
중국은 1999년 10월 16일 군대를 이끌고 통일 한국 압록강을 넘어 신의주를 기습 침공하였으며, 중국 해군은 제주도를 침공하여 점령한다. 이현우 소령, 차영진 중령, 이혜숙 대위, 김서영 중위 등의 일부 장교들은 토론으로 훈련된 군사학과 정치학 지식분석과 지역감정을 조장하는 정체를 알 수 없는 자들의 여론공작에 근거하여 중국이 전쟁을 일으킬 것을 예상하고 있었지만, 전쟁을 이렇게까지 빨리 일으킬 것이라고는 생각하지 못했다. 통일한국군은 전력의 약세와 저항을 하지 못하도록 적을 완전히 소멸시키는 구 인민해방군의 전통 군사작전으로 패퇴를 거듭한다.(예를 들어 중국 인민해방군은 가젤 헬리콥터 또는 직승기(문화어)로 총격을 하여 젊은 인민군 전사들을 몰살함.) 게다가 남·북한의 지도자들 모두 중국으로부터 공격받았다. 남한의 홍지영 대통령은 K1 기관단총과 장갑차로 적과 싸운 경호원, 수도방위사령부의 용감한 경호로 겨우 목숨을 건졌지만, 북한은 김정일 국방위원장이 중국의 특수부대로부터 암살당했다.

#### 남북한의 저항
이러한 최악의 상황에서 신의주에서 전차 대대를 이끌고 있었던 차영진 중령은 조선민주주의인민공화국의 민간군사조직인 노농적위대 요새로 들어가서 이른바 북부군이라는 이름으로 적의 보급망을 유린하여 인민해방군에게는 잊을 수 없는 앙금을 남길 수준의 전승을 거둔다.
인민군에서도 한국군 장군들이 부러워할 정도로 전투실력이 뛰어난 무기 전문가 집단이자, 야간전 전문부대인 저격여단이 신경가스, 지뢰, 칼 등의 무기들로 교묘하게 적들을 몰살시키는 전략구사로써 중국군의 전쟁수행을 방해한다. 물론 한국군의 특공여단도 많은 희생을 치렀지만,선봉대로 활동하는 용감함을 실천하여 많은 전과를 거두는 활약을 한다.

#### 반전전사집단과 통일한국군의 저항
한편 중국의 엄청난 대외 팽창에 경계하고 있던 반전전사집단 피스는 자신들이 가진 전력으로 통일한국을 지원하게 된다. 거기에 통일한국은 인공강설, 활주로 기능상실제, 기기 파손제로 중국이 펼쳤던 전략을 능가하는 전술을 펼친다. 그리고 통일한국군이 만주에까지 밀려들어오고 홍콩이 한국잠수함에게 공격을 당하면서 외국자본이 빠지자 전세가 불리해진 중국은 나진-선봉지구의 할양을 조건으로 휴전을 권유했지만 통일한국은 거절한다. 그러자 중국에서는 핵공격을 검토하게 되는데.....

### 한일전쟁
한중전쟁에서 승리한 통일한국. 그러나, 독도를 점령하고 있는 일본과의 대립은 좀처럼 줄어들지를 않고... 경찰을 투입하여 독도를 수복한 통일한국은 경제 타격을 목적으로 하는 일본 침공에 나선다. 
중세와 같은 군함 탈취를 다시 부활시키면서 육군을 상륙시킨 통일한국. 각 자위대 병력을 분산시켜서 공격하며 동진을 계속하여 일본 도요타 자동차 등의 주요 산업시설 파괴와 후지산전투 및 도쿄 점령전으로 전력을 과도하게 소모한다. 그때 한국 육군은 피해가 적었던 육상자위대 병력에 의해 패퇴를 당하고, 포위당하기에 이른다. 그리고 구소련의 침공에 대비해 설립된 홋카이도4개 사단이 남하하기에 이르고 한국군은 위기에 놓여지게 되는데...
그리고 통일한국은 일본 해저에서 지진 균열대를 발견하고서, 그 곳에 3개의 핵폭탄을 놓아 해일을 일으킨다.

### 한미전쟁
두 번의 전쟁으로 동북아시아의 패권국이 된 통일한국. 미국은 통일한국을 견제하기 시작하고, 또다시 전운이 한반도를 감싸게 된다. 역사상 대규모 전쟁이 한 지역에서 몇 번이나 벌어진 새로운 역사를 기록한 통일한국에게 아시아 지배에 위협을 받은 미국은 전쟁을 선포한다. 통일한국은 쿠데타를 일으켜가며 결국 항복을 선언했지만 미국은 거절하고 미군의 대대적인 침공을 받는다. 결국 부산항과 해운대 상륙작전으로 시작된 전투로 부산은 완전히 미국의 수중으로 떨어지고 한국군은 고전을 면치못한다. 하지만 아시아를 넘어 파나마 운하의 도크를 폭파시켜버리고 내란으로 무정부상태에 빠진 멕시코를 발판삼아 전쟁으로 빈 미국본토를 습격하기에 이른다. 한반도와 미국 서부를 무대로 한 전쟁은 점점 더 심화되어가는데..

## 등장인물

### 한국군
- 차영진 중령: 한국군 전차대대 중령.30대의 청년장교. 한중전쟁에서는 대전과 북한에서 일하다가,중국의 침략으로 전쟁이 일어나자 인민군과 함께 중국 인민해방군을 격퇴한다. 한미전쟁에서는 육군사관학교 교수인 선배로부터 전술전략을 선물받는데,차영진 중령은 빈틈없는 전술전략에 감탄한다. 한중전쟁때 북부군을 이끈 공로로  준장으로 승진. 한미전쟁 때는 주미 원정군을 지휘한다.
- 이혜숙 대위: 한국군 장교. 대학원에서 제1차 세계대전이 왜 일어났는가?를 주제로 정하여, 정치외교학 박사과정을 공부한다. 차영진 중령의 동무이자 동거인(민법용어. 부모, 형제 같은 직계혈족 및 법률혼과 사실혼으로써 맺어진 배우자는 아니며, 같이 사는 사람을 일컫는다.)이다. 해박한 전쟁사 지식으로 차영진 중령과 토론하면서 중국의 세력확장을 경계한다. 취미는 공군게임. 한중전쟁을 경험한 이혜숙 대위는 군은 국방을 위해서 있어야지, 전쟁을 위하여 있지 않음을 깨닫는다.
- 이현우 소령: 정보대대 장교.정보를 분석하는 일을 한다.전쟁사 전공. 중국이 공개한 내전영상이 가짜라는 것을 김서영 중위와 함께 전쟁사 지식으로써 읽어낸다. 중국정부에서 인터넷을 쓰지 못하게 하여, 중국교포들과 전자우편을 주고받지 못하자 전쟁이 일어날 것을 직감한다. 당연히 중국의 침략전쟁을 막아야 할 것이라고 주장하지만, 묵살당하고 만다. 한중전쟁 당시 미디어로써 민족주의를 선동한 다물선양회에 대해 조사하였다. 한일전쟁이 끝나자, 다물선양회는 경기도 이천시 신륵사에서 다물선양회를 스스로 해단하는 대신에 법적 책임은 묻지 않기로 협상한다. 한일전쟁이 끝났는데 전쟁이 다시 일어나게 할 수는 없었던 것이다.
- 김서영 중위: 정보대대 장교. 정보를 분석. 외국어에 능통하여 해외뉴스를 분석한다. 중국이 공개한 내전영상이 가짜라는 것을 영상을 분석하여 밝혀내었다.
- 양석민 중장: 한국군 장군. 공군. 한중전쟁때에 대학생 해커들의 실력을 보고, 장교로 임명하는 합리적이고 유연한 사고방식을 보여주었다. 또한 상관인 이종수 차수를 잘 모셨기 때문에 이종수 차수는 양현석 중장이 없으면 아쉬워한다.
- 이은경 소령: 한국군 장교. 여군. 특공여단 중대장. 훈련시간에는 이은경 소령이 아버지처럼 따르는 상사(이은경 소령이 결혼할 때에 부모님이 결혼식에 오시지 않아 대신 혼주 노릇을 해 주었다. 한일전쟁때에 후지산에서 특공여단 장병들이 무사히 내려가도록 독려하다가 전사)도 말리지 못할만큼 엄격하지만, 병[2] 들의 생각과 생활을 존중한다. 그래서 병[2] 들은 이은경 소령을 어려워하면서도 마음속으로는 진정한 개인주의자인 이은경 소령을 따른다.
- 김재호 대장: 영남출신의 야전군 지휘관. 광주민중항쟁 또는 광주민주화운동 당시 계엄군이었던 김재호 대장은 계엄군이 미성년자를 비롯한 광주시민들을 학살한 국가폭력에 대해 죄의식이 없었다. 하지만 민주화운동으로써 대한민국이 민주화되면서 전두환 군사독재정권과 광주민중항쟁 또는 광주민주화운동의 진실이 밝혀지자 충격을 받는다. 자신이 존경했던 전두환 전 대통령은 비자금조성까지 한 군사독재자일 뿐이고, 광주시민들은 폭도가 아닌 국가폭력에 맞서 조직한 시민군이고, 국가폭력의 희생자들이었다는 진실이 밝혀지자 혼란스러워진 것이었다. 김재호 대장의 과거사를 아는 육군사관학교 후배장교들도 자신들의 양심에 따라 국가폭력의 가해자인 김재호 대장을 멀리했다. 김재호 대장은 한중전쟁때 중국군을 격멸했지만, 다물선양회에 의해 암살당한다.
- 권대현 대장: 한일전쟁에 나오는 일본원정군 지휘관. 초반에는 일본 경제,산업시설들을 짓밟아가며 일본을 후진국으로 만들지만, 냉전이 있던 시절에 일본자위대가 옛 소련에 대항하여 만든 북부방면대의 역습으로 결국 장비를 버리고 몸만 빠져나온다.한미전쟁편에서 미국과의 전쟁을 막기위한 고육지책으로 쿠데타가 일어난 통에 그는 책임을 지고 자살한다.
- 이강신 중장: 제7군단장. 러시아제 전차와 장갑차로 이루어진 1기갑사단과 미국제 무기로 이루어진 2기갑사단으로 이루어진 제7군단을 지휘해, 전쟁 막판에 탄약이 떨어진 미군을 역습해 미군을 후퇴하게 만들었다.
- 김종구 대위: 한중전쟁 당시 KF-16을 모는 한국공군 조종사였다가 항공모함의 취역과 함께 편대원들과 같이 해군전투항공대 즉 해군이 되며 SU-33플랭커를 조종한다 뛰어난 조종실력을 갖춘 에이스 조종사이나 여자관계가 복잡하며 여성혐오자라는 모순적인 인물. 한미전쟁에서 해군의 전멸을 목격하며 산화한다.
- 이승재 : 한국군 예비군. 광고기획사에서 광고기획자로 일했으며, 무지개화장품 광고기획을 맡았었다. 중국의 침략으로 전쟁이 일어나자 예비군으로 소집된다.

### 인민군
- 이종수 차수: 인민군 장군. 70대에 한중전쟁과 한일전쟁을 이끈 유능한 원로이며, 부하들의 잘못을 엄격하게 꾸짖는 냉정한 사고방식을 갖고 있다.(한일전쟁에서 한국군이 도쿄점령전을 벌이느라 병력을 낭비하자 지휘관들을 나무라는 장면이 그 예.)
- 최호 원수: 인민군 장군. 한중전쟁에서 공을 세운 차영진 중령을 인민군에 꼭 있었으면 하는 인재로 존중한다.
- 박호근: 인민군 장교.한중전쟁때 신체 장애인이 된 국가유공자.육군사관학교 교수. 당시 박호근은 총상을 입었는데, 의사로 일한 경험이 있는 위구르족 노인장이 수술을 해주었다. 이은경 소령과 결혼. 결혼할 때에 냉전의 상처를 극복하지 못한 남한 처가와 북한 본가 모두에게서 상처받았다. 남한 처가에서는 장모와 장인이 섭섭하지 않게 대해주었지만, 증조모가 빨갱이 사위를 보기 싫다면서 냉대했다. 북한 처가에서는 박호근의 여동생 곧 시동생이 이은경 소령을 싫어해서 결혼에도 오지 않았다. 그래도 박호근은 한중전쟁때 같이 고생한 아내를 존중한다. 북한과 달리 장애인에 대한 복지가 발전한 덕분에 운전면허증을 취득하면, 저렴한 가격으로 예쁜 승용차를 장만할 생각이다. 승용차도 소설에는 나오지 않았지만, 장애유형에 맞게 개량된 차량일수도 있다. 하지만 장애인들이 취업에서 어려움을 겪는다는 사실도 지적한다. 박호근으로 상징되는 인텔리 장애인들은 지식이 많이 있음에도, 장애인을 비장애인보다 모자르다고 여기는 비장애인들의 선입견 때문에 경비노동자 같은 단순노동자로밖에는 직업을 구할 수 없음을 지적하고 있다.
- 박수경 중위: 인민군 장교. 장교로서의 지식과 경험이 있다. 그래서 차영진 중령은 박수경 중위가 스스로 생각하여 실천할 수 있는데도, 자신을 의존하는 것에 답답해한다. 차영진 중령이 쪽잠을 잘 때 조용히 쉴 수 있도록 배려하는 속이 있는 사람이다. 부친도 직업군인이어서 핀란드군이 겨울전쟁때에 소련군을 크게 물리친 전술 즉 나무꾼이 장작을 패는 것처럼, 적들을 조금씩 격파하는 전술을 활용할 때에 중국군과 용감하게 싸우다가 전사함.
- 김부현 중사: 인민군 중사이다. 인민군의 엘리트 부대인 저격여단의 하사관이다. 저격여단은 한중전쟁때에, 야간에 중국 인민해방군 사단에 침투하고는 칼, 수면가스, 사격등으로 분업하여 전투함으로써 적을 몰살했으며, 작전이 끝나면 산악용 오토바이를 사용해서 재빠르게 은신처로 옮긴다. 한중전쟁에서 활약한다. 중국말과 러시아말에 능통한 동료들이 많기 때문에, 김부현 중사는 영어를 배웠다. 한반도가 통일됨으로써 먹을 것을 비롯한 복지가 좋아진 덕을 보고 있다. 꽃을 좋아해서 야생화를 총구에 꽂고 노래를 듣는 것이 즐거움이다.
- 장태석 중장: 인민군 출신 통일한국 해군 중장으로 호쾌하고 진취적 성격이 강하다 한중전쟁 당시 서해함대를 지휘하며 서해의 제해권을 유지하며 반격작전때는 지상군 상륙을 지원했다. 2번이나 자신이 탑승했던 기함이 피격되어 기함을 갈아탄 그는 한일전쟁이 발발하자 3번째 기함인 천안함에 탑승하나 ,작전이 사작되자 고속정으로 옮겨타 직접 전투를 지휘한다 일본 해상자위대 4호위대군을 전멸시키고 3호위대군을 함정으로 밀어넣으며,잠시나마 제해권을 장악해 상륙군의 상륙에 큰 활약을 해 전쟁영웅 칭호를 받는다. 한미전쟁에서는 좌초된 미 핵잠수함과 구조하러 온 미 함대를 공격해 잠수함과 구축함 한척을 수장시킨다. 그러나 운이 다했는지 대대적인 공격에 나서는 미 해군 함대에 맞서, 고속정대로 육탄돌격을 감행하지만 고속정대는 전멸하고 그는 결국 전사한다.

### 중국군
- 리루이환: 중국 국가주석. 미국의 니미츠급 항공모함과 기타 함정들, 러시아제 최신식 무기를 조달받고 한국을 침공하지만, 북한 인민군의 예비역부대인 노농적위대와 한국군 전차부대가 한국군 차영진 중령의 지도를 받으며 활약한 북부군과 피스함대에 의해 중국 공군 대부분과 3개함대가 전멸한다. 그래서 한국의 홍지영 대통령을 비웃으며 핵을 발사할려는 찰나 피스의 저격수에게 저격을 당해 사망한다. 그러나 결국 예정대로 핵은 발사되어 서울과 개성이 초토화되는 생지옥이 일어나고 결국 중국은 외교적으로 고립되었다.
- 고휘: 중국 제3야전사 지휘관. 그는 조선족 출신이라 가오후이라는 중국식이름도 안 쓰고 성질도 급하다. 그는 중국내전에서 남부세력을 승리로 이끌었지만, 한중전쟁땐 중국 지도부의 의심으로 참전하지 못한다. 그는 자신의 가족을 고생하게 만드는 한국을 증오한다. 물론 이는 3D업종에 종사하면서 천시받는 한국에서의 경험이 조선족 노동자들에게 크나큰 상처가 됨을 지적한 소설의 묘사이다. 실제 현실에서도 몇몇 고용주들은 조선족들을 업신여기는 노동인권침해가 일어나고는 한다. 진보 신문인 경향신문에 따르면 조선족 노동자가 묘목을 정원에 심는 일을 성실하게 했는데, 고용주가 대충 일했다면서 트집잡았다고 한다.
- 차오양: 중국 제1야전사 지휘관. 한국 침공의 선봉에 섰다가 차영진 한국군 육군중령과 인민군 저격여단의 뛰어난 실력때문에 크게 피해를 입고, 부하 대부분이 포로로 전략한다.

### 일본
- 히데키 요시오: 일본 총리. 한중전쟁을 틈타 독도를 점령하지만 오히려 수복당하고 해상자위대, 항공자위대가 대피해를 입고 대부분의 일본 경제,산업시설들이 한국군에 의해 초토화된다. 북부방면대와 해자대 잠수함으로 반격을 했지만 한국이 일본영해에 설치한 핵탄두를 격발해 쓰나미를 일으켜 일본 동부지역을 수장시킨다.
- 제임스 버틀러: CNN 기자.한일전쟁과 한미전쟁편에서 등장한다. 작가는 《한일전쟁》에서 제임스 버틀러 기자가 후지산 전투(후지산에서 한국군과 일본 자위대의 기갑부대가 벌인 전투. 한국군 장교 한 사람이 막힘없는 영어로 전투상황을 버틀러 기자에게 알려주었다.)를 취재한 이야기로써, 언론노동자가 본 한일전쟁을 썼다.

### 미국
- 제임스 커티스: 미국 대통령.중국을 군사대국화해 자신의 꼭두각시로 만들고, 일본에도 무기를 판매해 한국과 맞붙게 하지만 한국군은 생각보다 강했다. 그래서 직접 한국과 전쟁을 하지만, 한미전쟁은 커티스를 하야하게 했다. 미국 독립 역사상 최초로 본토가 한국군에게 공격받고, 한국해군 잠수함과 한국 제7기동군단과의 전투에서 많은 미군 장병들이 죽어갔으며, 게다가 자신의 아들인 존 커티스가 주방위군 복무를 어기고 여자친구들과 마약을 마시다가 교통사고로 죽은 사실이 밝혀져 정권지지율이 0%로 낮아지는 바람에 하야했던 것이다.
- 홀더: 한국 원정군 대장. 제공권,제해권을 장악한 채 승승장구하다가 막판에 한국 잠수함이 미국 항모 링컨함과 보급선단을 모조리 격침시키고 주일미군 탄약창과 본토 탄약창까지 테러로 날아가버린 상태에서 러시아제T-80 전차와 BMP-3 장갑차로 이루어진 통일한국 1기갑사단에게 허를 찔리고 M1A2와 M2 장갑차로 이루어진 통일한국 2기갑사단의 위장전술로 인해 지휘체계가 엉망이 되고 제3군단,제18군단 소속 장병들이 장비를 버리고 후퇴하거나 대부분이 포로로 전략했다.
- 하버트 케일러: 미국 최정예 기계화 부대인 제3군단의 지휘관이다. 갑작스런 한국군의 역습에 대피해를 입으며 전술핵을 사용하려 했지만 결국 전쟁은 끝나버렸고 자신은 스스로 포로가 되었다.

## 평가
원래 작가는 러시아, 중앙아시아, 동남아시아까지의 내용을 예상하고 썼는데, 집필상 전력의 약화로 한러전쟁부터 집필을 멈춘다는 글을 올렸다. 거기에 한중전쟁과 한일전쟁에 언급된 너무 강력한 무기들의 사용이 오히려 현대전 고증을 망쳤다는 비판이 있었으며, 예상과 다른 내용과 엄청나게 달라진 군 전력 때문에 소설의 감동이 사라진 면도 있다. 또한 한미전쟁편의 경우, 대한민국과 미국이 군사적인 동맹을 맻고 있는 현실에 맞지 않는다는 비판도 있었다.
그러나, 한국 군사 문학을 이끈 김경진은 동해`남해같은 잠수함전 소설. 3차 대전과 같은 세계 전면전 소설. 격류를 좀 더 한 부분으로 하는 중세전쟁소설 《임진왜란》을 홀로 또는 몇 명의 공저자들과 함께 이전보다 더욱 더 많은 사료들을 첨가하여 집필하는 면모는 그의 첫 번째 대규모 전면전 소설 《데프콘》의 빛을 오히려 빛나게 하고 있었다.